# Tvrdojevac
Tvrdojevac (Servisch cyrillisch Тврдојевац) is een plaats in de Servische gemeente Ub. De plaats telt 402 inwoners (2002).